# Philippe Descola

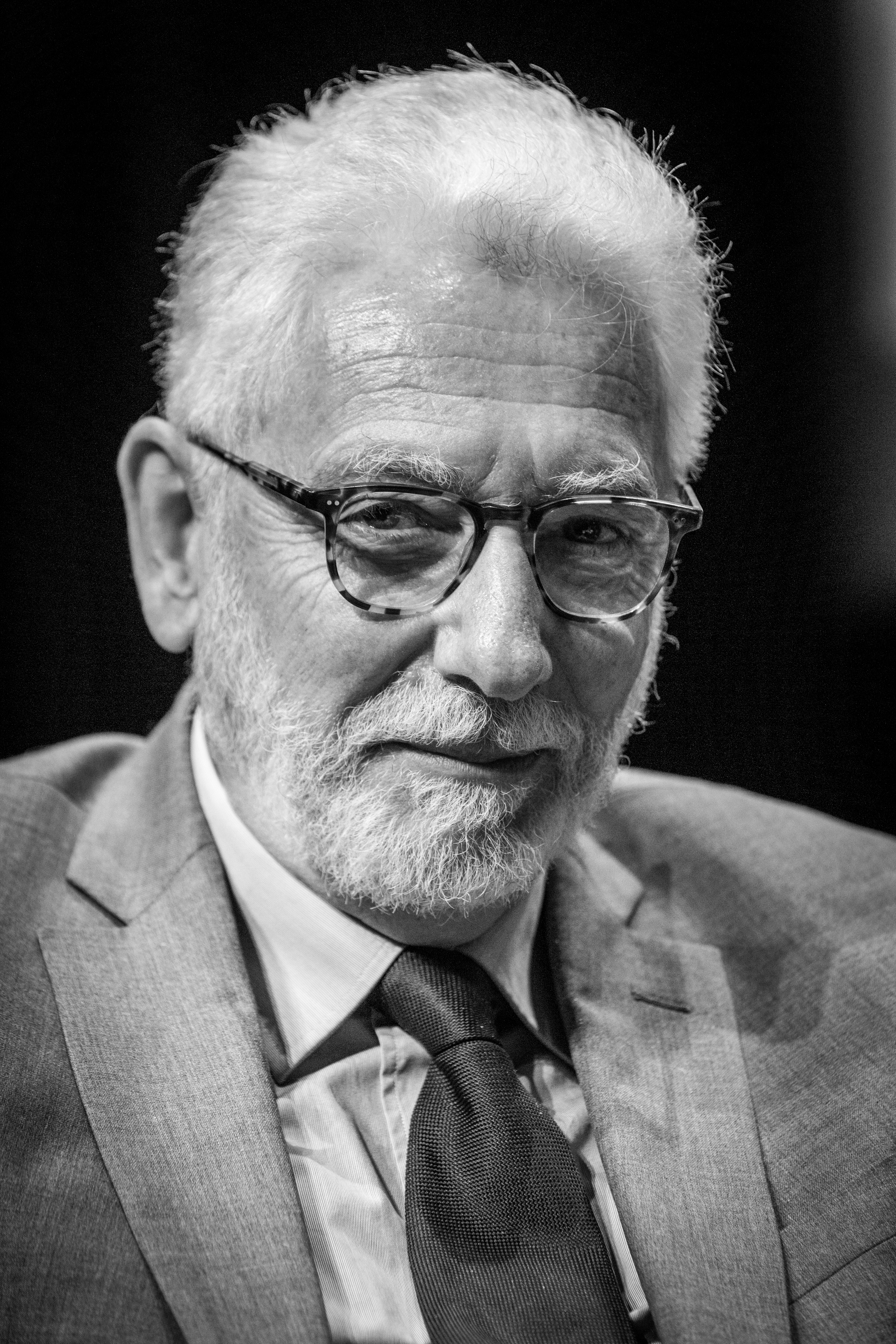
Philippe Descola (2014)

Philippe Descola (ur. 1949) – francuski antropolog kulturowy, prowadził badania terenowe pośród ekwadorsko-peruwiańskich Indian Achuar z rodziny językowej jívaro. Od 2000 r. profesor w Collège de France, gdzie zajął zastąpił Françoise Héritier.

## Życiorys
Descola rozpoczął studia filozoficzne, a potem ukończył etnologiczne pod kierunkiem Claude Lévi-Straussa. Pozostając pod dużym wpływem strukturalizmu twórczo rozwinął go podejmując krytyczne studia nad kulturowym zróżnicowaniem dychotomii Natura/Kultura. Światową sławę przyniosły mu etnograficzne badania terenowe pośród Indian Achuar. Podczas dwuletniego pobytu w terenie (1976-1979) interesowały go przede wszystkim relacje Indian Achuar z naturą i ich wyobrażenia na jej temat. Jego studia zaowocowały przedefiniowaniem klasycznej koncepcji animizmu.

## Ważniejsze książki
- In the society of nature: a native ecology in Amazonia. Cambridge Studies in Social and Cultural Anthropology 93. Nora Scott (trans.). Cambridge University Press, Cambridge; New York 1994.
- The spears of twilight: life and death in the Amazon jungle. Janet Lloyd (trans.). New Press, New York 1996.

## Polskie tłumaczenia
- Philippe Descola, Powinowactwo z wyboru. Sojusze małżeńskie, wojna i drapieżność wśród Indian Jívaro, tłum. Filip Rogalski, [w:] Buliński T., Kairski M. Sny, trofea, geny i zmarli. „Wojna” w społecznościach przedpaństwowych na przykładzie Amazonii – przegląd koncepcji antropologicznych, Wydawnictwo naukowe UAM, Poznań 2006.